# وداد قاضي
وداد عفيف القاضي (ولدت عام 1943 م) باحثة ومحقِّقة لبنانية، أمريكية الجنسية، وأستاذة جامعية. حاصلة على جائزة الملك فيصل العالمية في اللغة العربية والأدب عام 1994. 

## سيرتها
تخصَّصت وداد القاضي في الأدب العربي، وتخرَّجت في الجامعة الأميركية في بيروت سنة 1387هـ/ 1965م، وحصلت على درجتي الماجستير والدكتوراه في الأدب العربي من تلك الجامعة أيضًا. عملت في مجال التعليم الجامعي قرابة أربعين سنة في الجامعة الأميركية في بيروت، وجامعة هارفارد، وجامعة كولومبيا، وجامعة ييل. 
حصلت على جائزة الملك فيصل العالمية في اللغة العربية والأدب سنة 1414هـ/ 1994م بالاشتراك مع بنت الشاطئ عائشة عبد الرحمن.

## رأيها في اللغة العربية
عندما سئلت الدكتورة وداد عن رأيها في اللغة العربية في أحد الحوارات الصحفية عن سبب اتجاهها إلى التراث دون سواه من العلوم مع أن المتوقع من فتاة في مثل الظروف الصعبة التي عاشتها آنذاك في لبنان أن تتجه إلى الطب أو الهندسة وغيرها من العلوم ذات البعد الاقتصادي وليس موضوعات التراث وأبي حيان التوحيدي؟! فأجابت الدكتورة قائلة: "أولاً لدي محبة شديدة للغة العربية، ومحبة شديدة للأدب العربي؛ وأظن أن جيلنا وهو جيل كان يحاول التأكيد من هويته؛ أظن أن الإجابة على الاستفهام عن الهوية له علاقة بالتوجه إلى الأدب العربي والدراسات الإسلامية لأنه عندما تكون الهوية مهتزة فهي بحاجة إلى ما يسندها ويؤكد شيئا دون آخر؛ وأعتقد أن الابتداء بمحبة اللغة والظروف السياسية التي كان يمر بها الوطن العربي أكدت عندي الاتجاه للتراث الذي يؤكد الهوية.

## مؤلفاتها

### في التحقيق
- البصائر والذخائر لأبي حيان التوحيدي.
- الإشارات الإلهية لأبي حيان التوحيدي.

### البحوث
- بديع الزمان الهمذاني ورؤيته الاجتماعية والسياسية.
- معاجم التراجم: البناء الداخلي والقيمة الثقافية.
- مفهوم الفتنة وتصورها في أدب عبد الحميد الكاتب.
- رسائل رسمية إسلامية قديمة: مسألة الصحة.
- بين الجاحظ وابن زيدون (بحث ألقي في ندوة الذكرى الألفية لميلاد ابن زيدون التي عقدت في الرباط عام 1975م).

### الكتب
- بشر بن أبي كُبَار: نموذج من النشر الفني المبكر في اليمن.
- وثيقة فاطمية سياسية قديمة.
- مختارت من النثر العربي.[6]